# Cyclopogon condoranus
Cyclopogon condoranus är en orkidéart som beskrevs av Dodson. Cyclopogon condoranus ingår i släktet Cyclopogon, och familjen orkidéer. Inga underarter finns listade i Catalogue of Life.